# Monoteismo etico
Il monoteismo etico è una forma di monoteismo esclusivo, nel quale un unico Dio è la prima e ultima fonte dei principi e delle regole comportamentali dell'intero genere umano. Esso rappresenta uno standard morale universale di riferimento. Gli altri dèi sono variamente considerati falsi e/o demoniaci, e, come è del monoteismo, si ritiene che qualsiasi altra entità corporea o spirituale non possa essere paragonata all'unico vero Dio della propria fede.
Il monoteismo etico non riguarda soltanto Dio in quanto fonte della Verità e della via di salvezza eterna, ma anche in quanto garante dell'effettività di tali norme e della conoscenza universale, Signore della storia e Giudice Supremo.
Le religioni abramitiche, lo sikhismo (Essere Supremo o vahiguru), la fede bahá'í, lo zoroastrismo (mediante lo spirito increato Ahura Mazdā) condividono la fede in un Dio onnipotente e onnisciente, che controlla tutto ciò che accade nel mondo, non perdendo mai la propria signoria sulla natura creata. Essa può essere intesa come partecipazione e intervento continuo di Dio nella storia umana, ovvero come la facoltà di un Dio trascendente che in qualsiasi momento è capace di riassumere il controllo e ripristinare l'ordine divino all'interno dell'ordine naturale, riadeguandolo al progetto del suo Creatore.

Egli detta le regole che governano e ispirano la condotta e le scelte di vita del genere umano, che a seconda del credo religioso, corrispondono a norme universali e immutabili, a norme declinate e rese note per una collettività umana in un determinato periodo storico, a norme individuali relative al progetto di vita unico e irripetibile della divinità nei confronti dei propri singoli figli e fedeli.
Nell'Ebraismo, il Tanakh presenta un sistema di norme pratiche anziché teoriche. La relazione Dio-Io-mondo emerge nella Torah e nei Nevi'im, che descrivono le norme applicate dalla giustizia divina e gli imperitivi etico-morali del Popolo di Dio.

Diversamente da altre confessioni religiose, per il Cristianesimo la Legge è parte di Dio stesso, della Sua sostanza, quindi non soltanto un comando di Dio rivolto agli uomini creati liberi o al resto della materia creata non libera di non adeguarsi a Lui. Il Verbo, al quale appartiene la Legge, è identificato con Seconda Divina Persona della Sacrosantissima Trinità, che è Gesù Cristo.